# Молуккский ибис
Молуккский ибис (лат. Threskiornis molucca) — птица из семейства ибисовых.

## Описание
Впервые молуккский ибис был описан Жоржем Кювье в 1829 году как Ibis molucca.
Молуккский ибис очень похож на священного ибиса. Длина его тела от 65 до 75 см, а размах крыльев от 112 до 124 см. Оперение в основном белое, за исключением нескольких чёрных перьев на крыльях. Голова чёрная, без перьев. Самец и самка похожи.

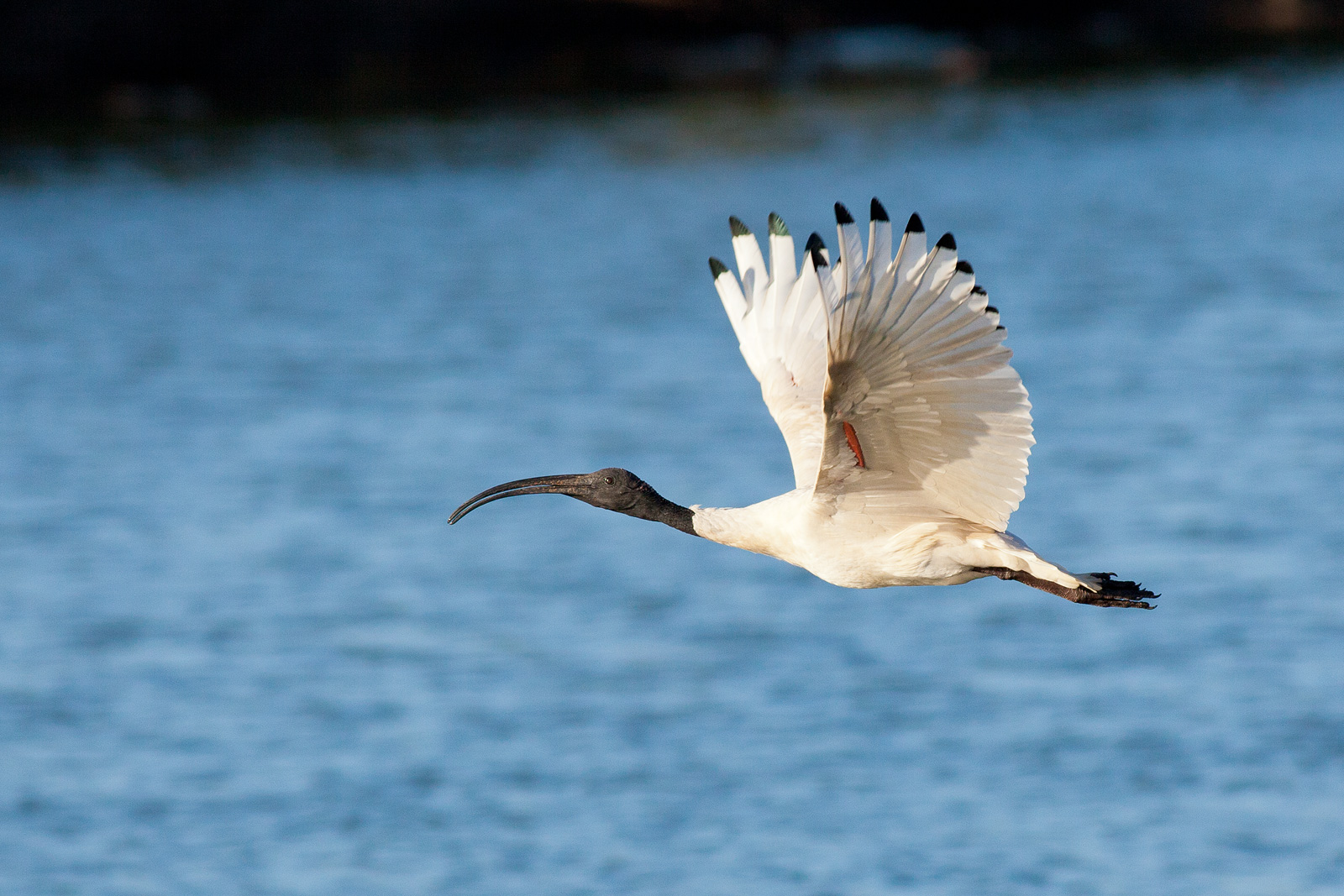
Молуккский ибис в полёте

### Подвиды
Международный союз орнитологов выделяет два подвида:
- T. M. molucca из Восточной Малайзии и Австралии.
- T. m. pygmaeus (Solomons white ibis) - карликовая форма.

## Распространение
Молуккский ибис обитает на севере и востоке Австралии, в восточной Африке, южной Новой Гвинее и Индонезии. Птицы живут чаще вблизи водоёмов.

## Размножение

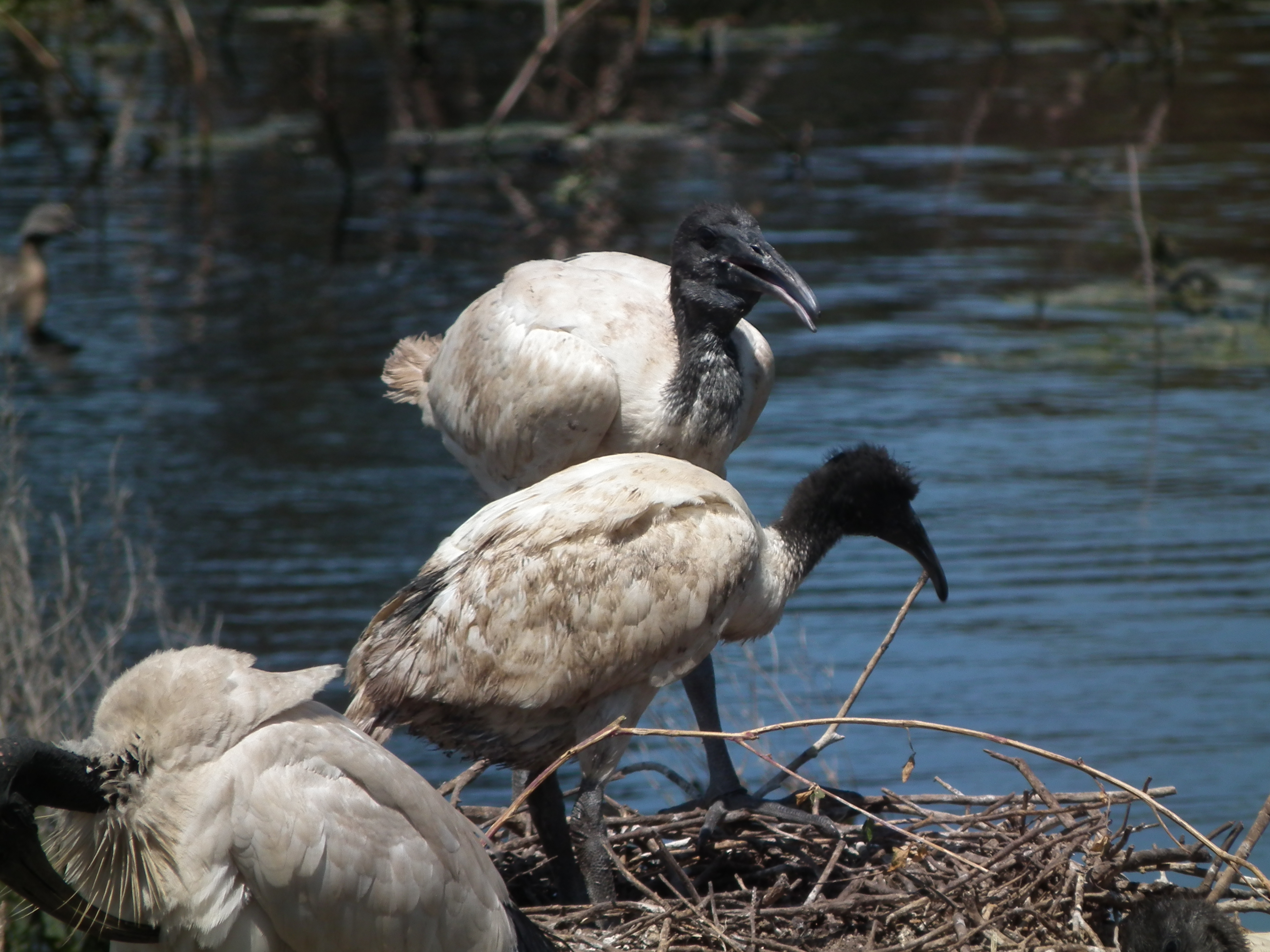
Ибисы на гнезде (Полуостров Морнингтон, Австралия)

Молуккский ибис гнездится в колониях на деревьях, в кустах или на земле. Гнездо находится на земле, в кустарнике или на деревьях. В кладке от 3 до 4 яиц. Высиживание продолжается примерно 21 день. Птенцы покидают гнездо через 5—6 недель.

## Питание
Молуккский ибис питается рептилиями, рыбами, ракообразными, большими насекомыми, улитками и при случае также падалью.

## Галерея

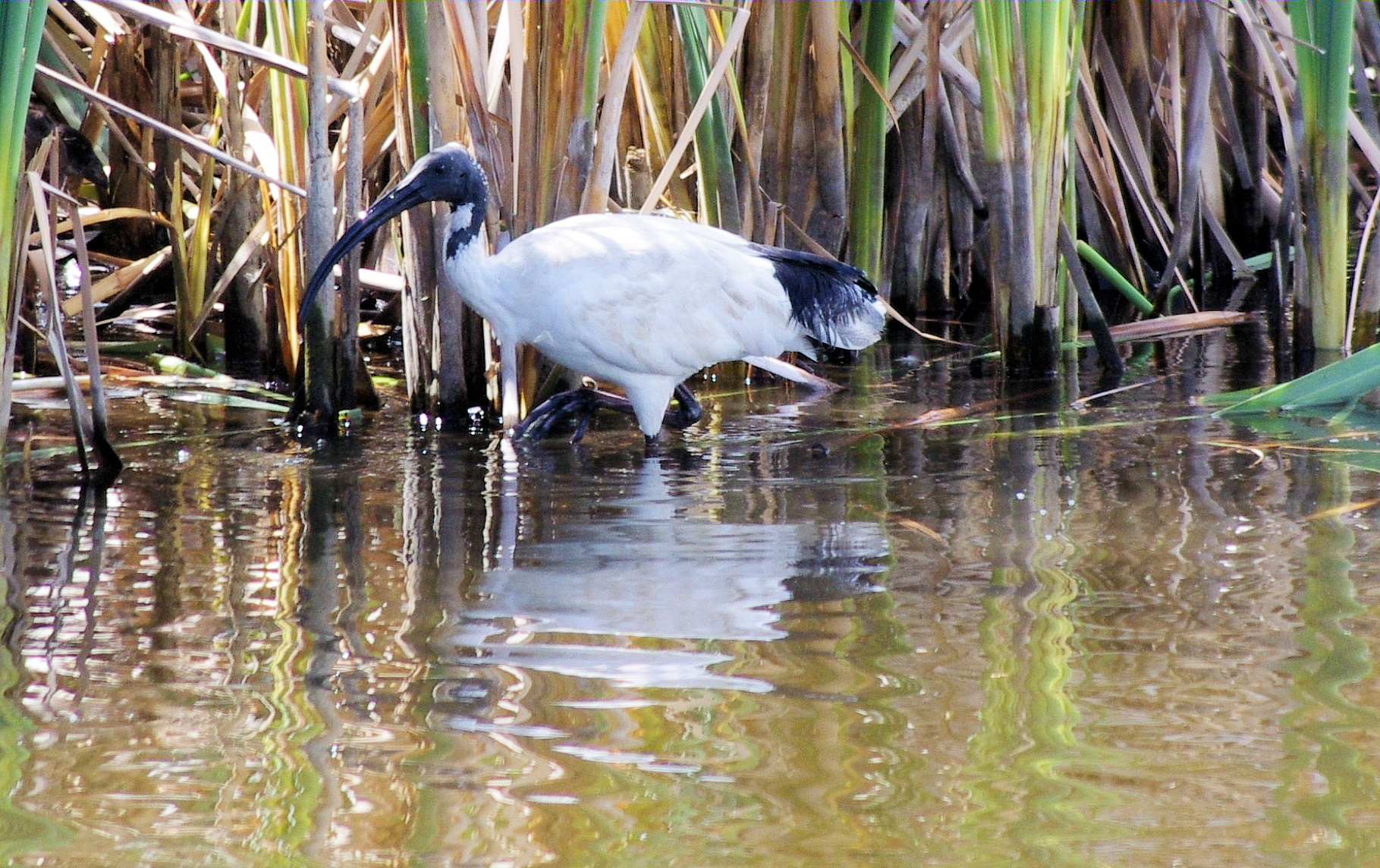
Молуккский ибис на болоте в Банбери (Западная Австралия).
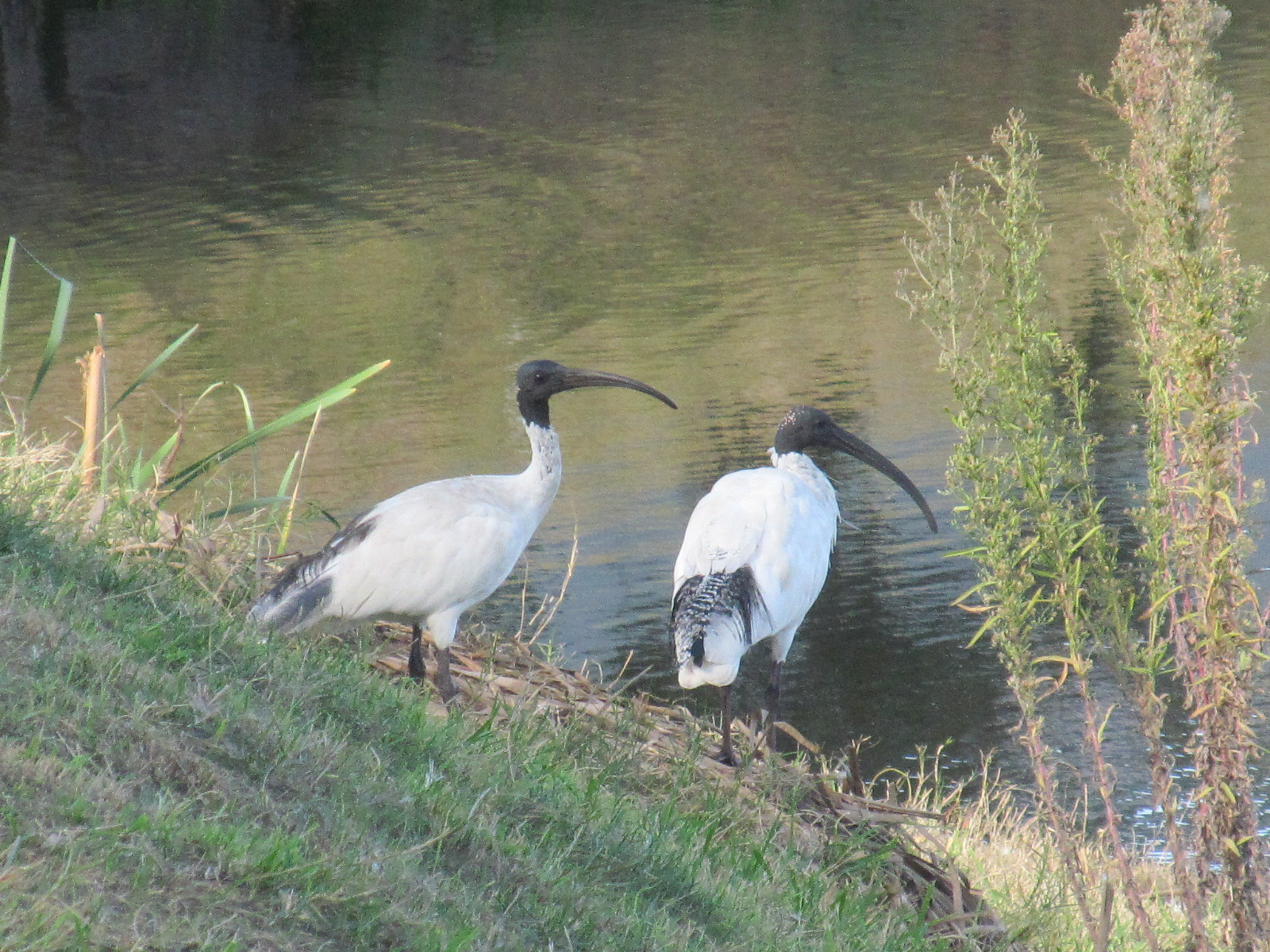
Пара молуккских ибисов
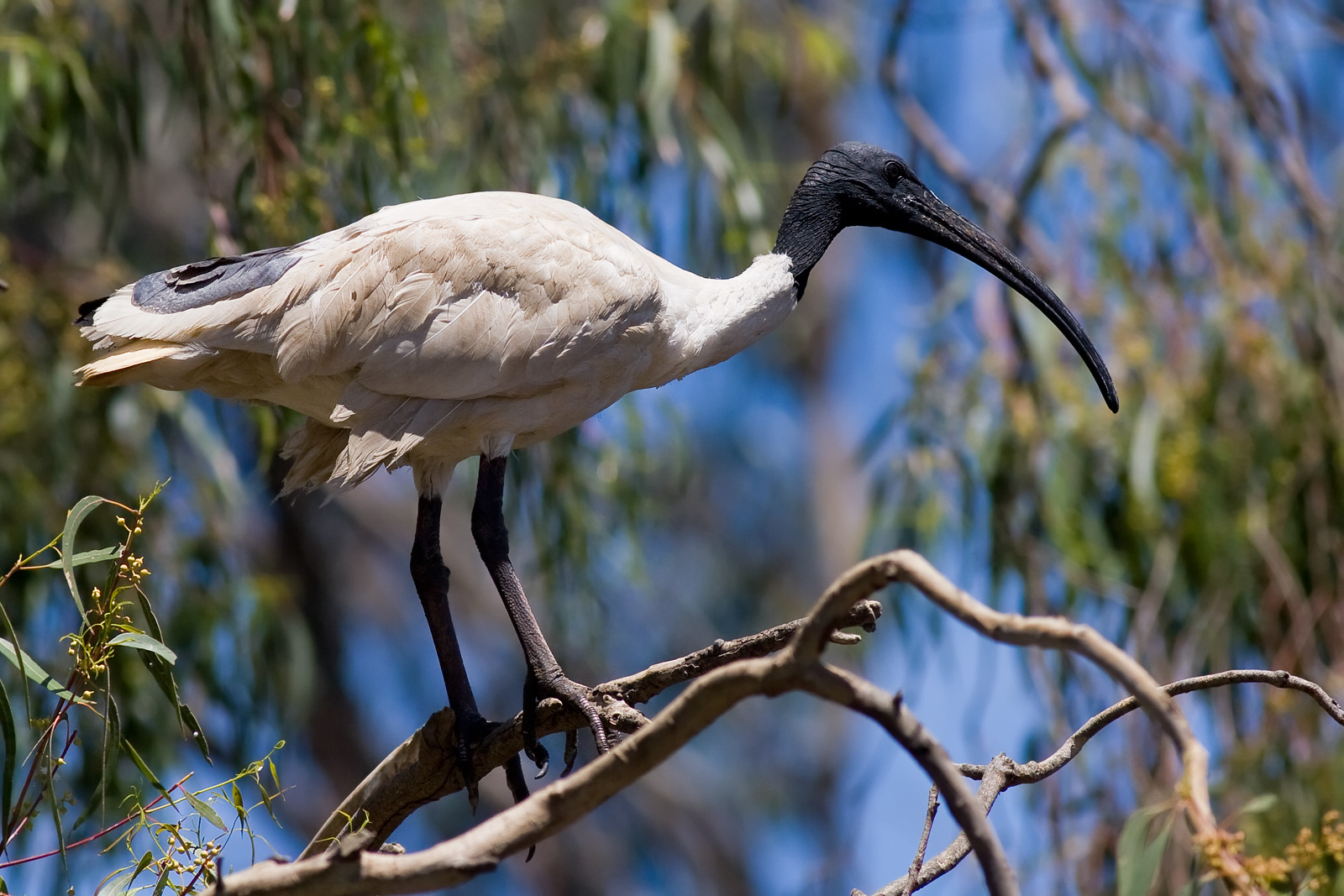
Молуккский ибис на ветке дерева
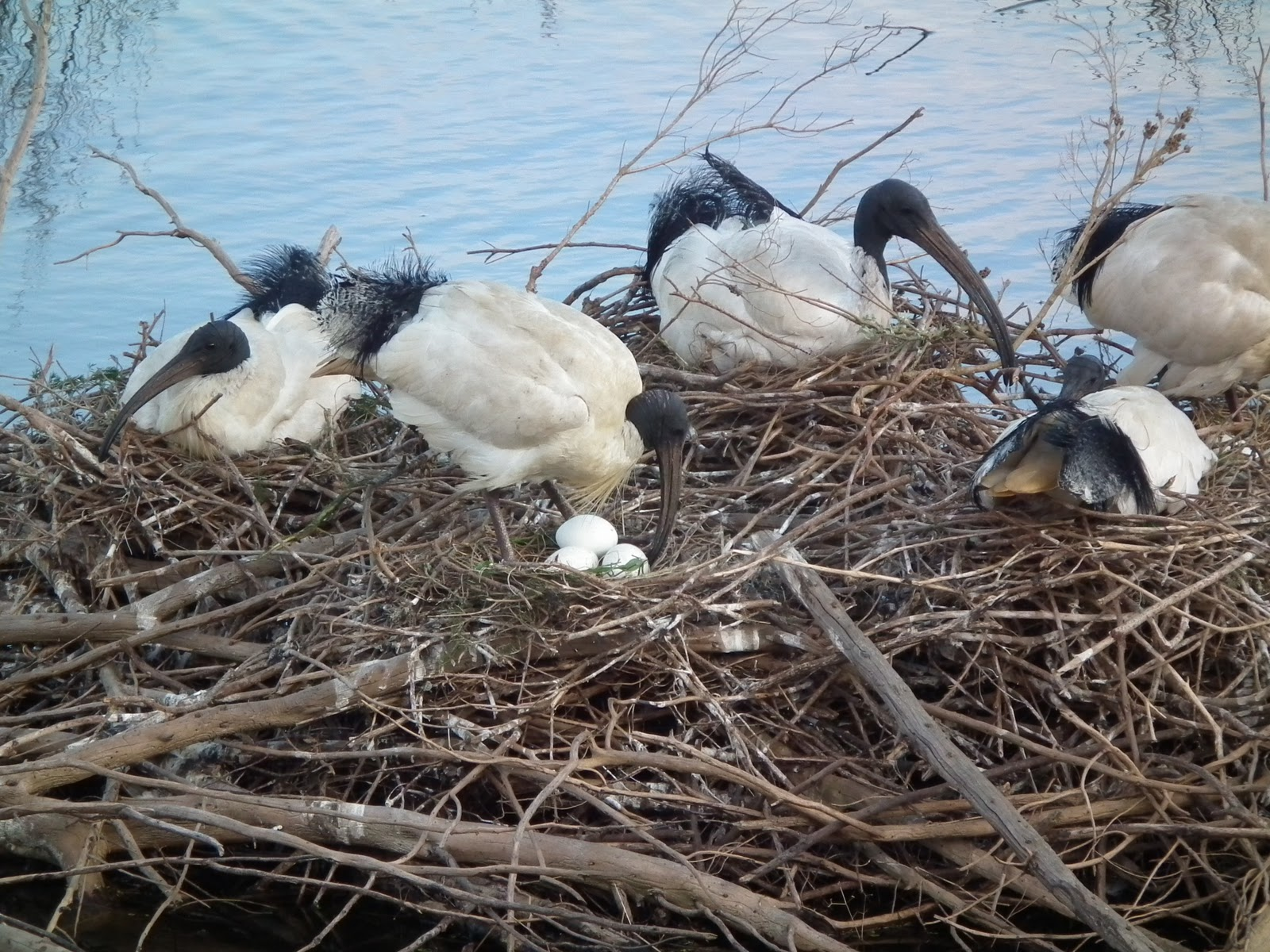
Гнездовье